# Linksextremismus
Linksextremismus ist eine Sammelbezeichnung für verschiedene Gruppen und Organisationen. Vor allem werden die marxistischen und anarchistischen Vereinigungen damit markiert, die zur Erzielung einer sozialen Gleichheit die  staatliche Gesellschaftsordnung und den aktuellen nicht in der Verfassung verankerten Kapitalismus ablehnen. Viele Definitionsversuche sehen die Trennlinie des Linksextremismus zum Linksradikalismus in der Akzeptanz von Gewalt und der Ablehnung des modernen Verfassungsstaates beziehungsweise der freiheitlich demokratischen Grundordnung Deutschlands. Der Begriffsbestandteil Extremismus ist eine Fremdzuschreibung. Als linksextremistisch eingeordnete Gruppen und Personen weisen diese Einordnung meist von sich, betonen teils ihre demokratische Grundeinstellung und bezeichnen sich anders, etwa als Angehörige der „radikalen Linken“.
Der Begriff Linksextremismus fand in Deutschland seit den 1970er Jahren zuerst beim Verfassungsschutz und später insbesondere in der Extremismusforschung Verbreitung, während er in anderen Teilen der Wissenschaft auf Grund vielfältiger Kritik abgelehnt wird. Dabei wird der Begriff als unscharf und damit missbrauchsanfällig genauso wie als normativ und für Wissenschaft und Präventionsarbeit ungeeignet kritisiert. In der Geschichtswissenschaft findet der Begriff deshalb selten Verwendung. Weiter wird von einigen Politikwissenschaftlern bemängelt, dass der Begriff eine Gleichsetzung der egalitären Ziele des Linksextremismus mit den antiegalitären Zielen des Rechtsextremismus suggeriere. Kritiker des Begriffs verwenden an seiner Stelle oft „Linksradikalismus“ oder „linke Militanz“. Der Verfassungsschutz in Deutschland beobachtet von ihm als Linksextremisten betrachtete Parteien, Presseerzeugnisse, Gewerkschaften, Gruppen und Einzelpersonen. Dabei sind Änderungen dieser Einschätzungen (teils nach Klagen oder öffentlichem Druck) häufig, Begründungen für diese bleiben jedoch aus. Terrororganisationen, wie die Rote Armee Fraktion oder die Bewegung 2. Juni, werden als linksextremistisch bezeichnet. 
Eine Kategorisierung als „linksextrem“ kann eine Organisation in ihrer Existenz bedrohen, auch wenn die Kategorisierung umstritten ist und zurückgezogen wird. Sie hat damit erheblichen Einfluss auf die demokratische Willensbildung.

## Grundlagen des Begriffs „Linksextremismus“
Seit den 1970er Jahren werden im deutschen Verfassungsschutzbericht Gruppen als „extremistisch“ bezeichnet, die als Gegner der Freiheitlich Demokratischen Grundordnung (FDGO) wahrgenommen werden. Seitdem hat sich in Deutschland auf der einen Seite eine Extremismusforschung herausgebildet, die eng mit Sicherheitsbehörden und ihren Definitionen verknüpft ist, auf der anderen Seite haben Wissenschaftler verschiedenster Richtungen den Begriff als wenig trennscharf, wertend, mit Rechtsextremismus gleichsetzend, für Präventionsarbeit und Geschichtswissenschaften nicht-hilfreich und in seinen Auswirkungen potentiell antidemokratisch kritisiert. Während einige Wissenschaftler, besonders aus der Extremismusforschung, an dem Begriff festhalten und die Kritik zurückweisen, sind andere dazu übergegangen die Begriffe „Linke Militanz“ oder Linksradikalismus an seiner Stelle zu verwenden. Fuhrmann weist in Extremismus & Demokratie zudem darauf hin, dass die Extremismusforschung in Deutschland auf wenige Lehrstühle begrenzt ist, teils personell mit den Sicherheitsbehörden verbunden ist und trotz ihrer randständigen wissenschaftlichen Bedeutung einen „vergleichsweise großen Einfluss auf den politischen Diskurs“ hat. So arbeitete auch der in diesem Artikel vielfach zitierte Autor Armin Pfahl-Traughber für den Verfassungsschutz.
Während die wissenschaftliche Verwendung des Begriffs „Linksextremismus“ demnach umstritten ist, wird der Begriff weiter von Sicherheitsbehörden in Deutschland, beispielsweise in den Verfassungsschutzberichten, genutzt. Das Bundesamt für Verfassungsschutz schreibt einleitend über „Linksextremisten“, dass diese „die freiheitliche demokratische Grundordnung beseitigen“ wollen und an ihre Stelle „ein kommunistisches System“ oder eine „anarchistische Gesellschaft“ etablieren wollen. Hierfür seien sie grundsätzlich bereit, auch Gewalt anzuwenden. Politische Handlungsfelder wie Antifaschismus oder Proteste gegen Gentrifizierung sind aus Sicht des Verfassungsschutzes für Linksextremisten „austauschbar“ und würden nur der „Umsetzung der ideologischen Vorstellungen dienen.“
Der Begriff Linksextremismus wird demnach von Sicherheitsbehörden und einigen Wissenschaftlern als Sammelbezeichnung für heterogene politische Strömungen, Gruppen und Menschen verwendet, die sich auf den Anarchismus oder auf den Marxismus beziehen. Anarchismus und Marxismus gemeinsam ist das Streben nach einer herrschafts- und klassenlosen Gesellschaft, sie unterscheiden sich jedoch in ihrer Perspektive auf den Staat: Während der Anarchismus den Staat als Herrschaftsinstrument ablehnt, will der Marxismus ihn nutzen, um die gemeinsame Utopie zu erreichen.
Anarchisten setzen sich dabei gegen jegliche Form von menschlicher Herrschaft über andere Menschen ein. Anstelle des Parlamentarismus fordern Anarchisten eine basisdemokratische Gesellschaft. Die Lehren des Anarchismus sind dabei älter als die des Marxismus und standen historisch immer wieder mit diesem im Konflikt. Der Anarchismus kennt eine Vielzahl von Strömungen (u. a. Individualistischer, Kollektivistischer, Kommunistischer und Anarchosyndikalismus).
Entsprechend der Vielfalt des Anarchismus bezieht sich eine Vielzahl theoretischer Strömungen auf die Lehren von Karl Marx. Zu diesen gehören neben der Sozialdemokratie auch kommunistische Denkschulen wie der Leninismus, der Stalinismus (bzw. Marxismus-Leninismus), Trotzkismus, Maoismus und das politische Denken Rosa Luxemburgs. Marx’ Werk findet dabei aber auch über politische Lager hinweg Anerkennung und hat bedeutende wissenschaftliche Anstöße gegeben. So kann die Berufung auf Marx selbst nicht als „linksextremistisch“ gelten. Armin Pfahl-Traughber meint jedoch, dass eine besonders dogmatische Orientierung an Marx’ Werk mit einer höheren Wahrscheinlichkeit einer „diktatorischen oder extremistischen“ Positionierung einhergehen könnte. Andere weisen darauf hin, dass eben diese mangelnde Trennschärfe des Begriffs dazu führen kann, dass demokratische Kritik am bestehenden System als linksextrem diffamiert und überwacht werden kann.
Obwohl sprachlich ein Unterschied zwischen linksextremistisch und linksextrem besteht, werden beide Wörter oft synonym verwendet.

## Wissenschaftlicher Diskurs

### Gesamtdarstellungen und Forschungsstand
Zum Forschungsbereich liegen mehrere politikwissenschaftliche Monografien vor. Ein zum Teil überholter und in Definition und Theorie lückenhafter Band ist der von Patrick Moreau und Jürgen P. Lang (Linksextremismus. Eine unterschätzte Gefahr, 1996). 2002 erschien das Werk Handbuch des Linksextremismus durch Hans-Helmuth Knütter und Stefan Winckler. Dieses erfüllt nach Ansicht von Armin Pfahl-Traughber nicht die Voraussetzungen eines Handbuchs und wird eher als ein ideologisches Werk von „rechts außen“ eingeordnet. Definitionen und analytische Untersuchungen erfolgten zum Beispiel bei Harald Bergsdorf und Rudolf van Hüllen, die jedoch zunächst nur den Begriff linksextrem verwendeten, gelegentlich in Polemik verfielen und sehr auf die Partei Die Linke fokussierten. 2014 veröffentlichte der Politikwissenschaftler und Verfassungsschutzmitarbeiter Armin Pfahl-Traughber den einführenden Band: Linksextremismus in Deutschland.
Der aktuelle Forschungsstand umfasst den parteipolitischen, den subkulturellen, den terroristischen und den gesellschaftlichen Linksextremismus. Oft erfolgt ein Rückgriff auf Verfassungsschutzberichte des Bundes oder der Länder.
Empirische Untersuchungen zur Akzeptanz von Linksextremismus in der Bevölkerung sind rar und umstritten. Eine Studie (1984) des Instituts für Demoskopie Allensbach ergab, dass 12,4 Prozent der 18- bis 24-jährigen Linksextremisten seien. Weitere Erhebungen erfolgten durch die Konrad-Adenauer-Stiftung (2009 und 2012). Aufgrund von mangelhaften und fehlenden Erkenntnissen wurde 2014 durch Beschluss der Innenministerkonferenz (IMK) eine wissenschaftliche Studie in Auftrag gegeben. Klaus Schroeder und Monika Deutz-Schroeder von der FU Berlin veröffentlichten 2015 die empirische Studie Gegen Staat und Kapital – für die Revolution!. Von einigen Wissenschaftlern wird jedoch bezweifelt, ob sie wie behauptet linksextreme Einstellungen misst.

### Übersicht: Wissenschaftlicher Diskurs in Deutschland
Die Extremismusforschung in Deutschland, die seit Mitte/Ende der 1980er Jahre lose über das von Uwe Backes und Eckhard Jesse herausgegebene Jahrbuch Extremismus & Demokratie verbunden ist, bezieht ihren Extremismusbegriff auf die normative „freiheitliche demokratische Grundordnung“ (FDGO) und schafft mit Demokratie und Extremismus ein „antithetisches Begriffspaar“.
1989 erweiterte Backes die obige Negativdefinition und formulierte Gemeinsamkeiten in der Ablehnung der FDGO. Er nannte dazu unter anderem Absolutheitsansprüche, Dogmatismus, Utopismus, Freund-Feind-Stereotype, Verschwörungstheorien, Fanatismus und Aktivismus. Auch der Politikwissenschaftler und Extremismusforscher Armin Pfahl-Traughber entwickelte eine ähnliche Systematik für extremistische Ideologien (links, rechts und religiös) mit folgenden Elementen: exklusiver Erkenntnisanspruch, dogmatischer Absolutheitsanspruch, essentialistisches Deutungsmonopol, holistische Steuerungsabsichten, deterministisches Geschichtsbild, identitäre Gesellschaftskonzeption, dualistischer Rigorismus und fundamentale Verwerfung.
Demgegenüber kritisierten Forscher wie Wolf-Dieter Narr (1980), Wolfgang Rudzio (1986), Manfred Funke (1986) und Christoph Kopke (2000) das Extremismusverständnis als „politischen Kampfbegriff“. Helga Grebing (1971), Hans-Gerd Jaschke (1994), Gero Neugebauer (2000) und Christoph Butterwegge (2010) sahen eine unschickliche Gleichsetzung von Begriffen. Jaschke (1991), Neugebauer (2000) und Butterwegge (2010) kritisierten weiterhin Defizite im analytischen Bereich.
Es erwiderten u. a. Backes und Jesse (2001) und Mathias Brodkorb (2011). Die Wissenschaftler argumentierten, dass es sich beim Extremismusbegriff weniger um einen Kampfbegriff als vielmehr um ein auch in anderen Diskursen angetroffenes politisches Schlagwort handle. Die aufgestellten Kriterien für die Kategorisierung wären hingegen hinreichend erklärt worden. Pfahl-Traughber warf den Kritikern vor, argumentationslose Einschätzungen getroffen zu haben. Auch werde keine Gleichsetzung oder Wertung betrieben, sondern es wurden lediglich „strukturelle Gemeinsamkeiten“ aufgezeigt. Weiterhin müssten in Zukunft weitere ursachenbezogenere Problemfelder analysiert werden, was jedoch nicht die Fixierung auf den demokratischen Verfassungsstaat nichtig mache.

### Versuche einer wissenschaftlichen Definition und einer Abgrenzung des Begriffs
Nachdem der Begriff „Extremismus“ Anfang der 1970er Jahre das erste Mal im Verfassungsschutzbericht auftauchte, begannen in den Folgejahren Wissenschaftler den Begriff auch außerhalb von staatlichen Kontexten zu nutzen und zu definieren. Erstmals wurde der Begriff 1986 durch Horst Heimann im Lexikon des Sozialismus unter dem Doppelstichwort Linksradikalismus und Linksextremismus aufgeführt: „Politische Gruppierungen und Tendenzen, die in Abgrenzung zum Lr. wegen ihrer Bereitschaft zur Gewaltanwendung als Linksextremistisch zu kennzeichnen sind, entstanden in der Bundesrepublik erst in der Zerfallsphase der Studentenbewegung: militant anarchistische und maoistische Gruppen […], die […] RAF und die Revolutionären Zellen […].“ Seit diesem ersten Versuch einer Definition wurden eine Vielzahl von Definitionsversuchen gemacht, die die Verbindung einer linksradikalen Haltung mit der Offenheit für Gewalt zur Durchsetzung politischer Ziele und der Ablehnung eines „modernen Verfassungsstaates“, in Abgrenzung zum Linksradikalismus, für charakteristisch für „Linksextremisten“ halten. Andere Definitionsversuche verzichteten auf eine klare Abgrenzung der beiden Begriffe.
Im Folgenden sollen die Versuche einer wissenschaftlichen Definition des „Linksextremismus“ dargestellt werden. Dabei ist jedoch darauf hinzuweisen, dass der Begriff, wie auch der Extremismusbegriff insgesamt, nicht nur aufgrund seiner normativen Komponente umstritten ist und viele Forscher seine Verwendung ablehnen und stattdessen weltanschaulich neutrale Begriffe wie „Linke Militanz“ und Linksradikalismus verwenden.
Max Kaase sprach 1992 von einer Erweiterung des Rechts-Links-Spektrums und führte im Lexikon der Politik unter dem Stichwort Linksextremismus aus: „Linksextremismus […] beinhaltet ein radikaldemokratisches, egalitäres Verständnis von Politik, während der Rechtsextremismus einer antidemokratischen, antiegalitären Position entspricht.“ Gleichzeitig merkte er an, dass sich diese seiner Meinung nach „analytisch außerordentlich sinnvolle Unterscheidung zwischen Radikalismus und Extremismus bisher noch nicht durchsetzen konnte.“
Jesse betonte die Funktion des Begriffs „Linksextremismus“ als Sammelbezeichnung: „Unter die Sammelbezeichnung L. fallen Anarchisten, für die zentrale Organisationsformen generell von Übel sind, ‚autonome‘ Gruppierungen, die sich nicht an Autoritäten ausrichten und ein hohes Maß an Subjektivismus predigen – die Grenzen zum Terrorismus sind fließend – sowie verschiedenartige Spielarten des Kommunismus.“ Nachfolgend nahmen sich andere Nachschlagewerke einer Sammelbezeichnung an, verwiesen aber gleichzeitig auf die öffentliche Meinung und die Deutungshoheit staatlicher Institutionen (Bundesregierung/Verfassungsschutz) bei der Kategorisierung (2003) sowie die synonyme Verwendbarkeit mit dem Linksradikalismus (2001, 2007 und 2008).
Der Begriff Linksextremismus hat sich etabliert und wird nunmehr in jüngeren politikwissenschaftlichen (und auch kriminalistischen) Fachlexika in Bezug auf die verfassungsrechtliche und politische Sichtweise weitestgehend einheitlich verstanden, so heißt es im renommierten Wörterbuch zur Politik (3. Auflage, 2010): „L. [ist] die gesinnungsmäßig bekundete oder durch Einstellung und Verhalten zum Ausdruck gebrachte aktive Gegnerschaft zum demokratischen Verfassungsstaat, die meist mit Akzeptanz von Gewalt als Mittel der Politik kombiniert ist.“ Sozialwissenschaftlich gehe es um ein „radikales, egalitäres Verständnis von Politik“. Einige Wissenschaftler, wie die US-Amerikaner Seymour Martin Lipset und Earl Raab, meinen einen „am äußersten linken Flügel angesiedelten Antipluralismus und ideologischen Monoismus“ sowie eine „Nähe eines Teils der Anhänger des L. zum Terrorismus“ zu erkennen. Die Definition im Kleinen Lexikon der Politik (2011) lautet: „[Linksextremismus] ist nach allg. Auffassung als Sammelbegriff für Einstellungen am äußersten linken Ende des Rechts-Links-Spektrums polit. Orientierungen. Linksextremisten lehnen (wie auch Rechtsextremisten) den bestehenden demokratischen Verfassungsstaat und die vorhandene Gesellschaftsordnung ab.“ Auch im Politiklexikon (2011) wird der „Linksextremismus“ durch Klaus Schubert als eine „fundamentale, politisch-ideologische Ablehnung des modernen demokratischen Verfassungsstaates durch Personen oder Gruppen, die der äußersten Linken des politischen Spektrums zugerechnet werden“ definiert. Er führt fort, dass Linksextremismus „Gewalt gegen Personen und Sachen als Mittel der politischen Auseinandersetzung“ akzeptiere und anwende. Im Kriminalistik-Lexikon (4. Auflage, 2011) ist zu lesen, dass Linksextremismus ein „aus einer fundamentalistischen Grundeinstellung […] resultierendes Handeln [sei], das ideologisch in unterschiedlicher Weise von marxistischen, linkssozialistischen und rätekommunistischen, teils aus libertären und autonomen Auffassungen […] bestimmt ist. [Wie auch der Rechtsextremismus] ist der L. bereit zur Erreichung seiner Zielsetzungen gegen die Verfassung zu verstoßen.“
Pfahl-Traughber definierte 2014 Linksextremismus als „eine Sammelbezeichnung für alle politischen Auffassungen und Bestrebungen, die im Namen der Forderung nach einer von sozialer Gleichheit geprägten Gesellschaftsordnung die Normen und Regeln eines modernen demokratischen Verfassungsstaates ablehnen.“ Er betont darüber hinaus, dass nicht die Ziele (nämlich die soziale Gleichheit), sondern die angewandten Mittel im Zentrum der Definition von Linksextremismus steht.
In einem Dossier der Bundeszentrale für politische Bildung (bpb) zum Thema Linksextremismus hieß es bis 2020, dass sozialistische und kommunistische Bewegungen „im Unterschied zum Rechtsextremismus […] die liberalen Ideen von Freiheit, Gleichheit, Brüderlichkeit“ teilen, aber auf ihre Weise uminterpretieren. Diese Formulierung, die auf den Politikwissenschaftler Hans-Gerd Jaschke zurückgeht, wurde von verschiedenen Medien kritisiert. Die Bild-Zeitung schrieb von „Verharmlosung des Kommunismus“. Daraufhin intervenierte das Bundesministerium des Innern unter Horst Seehofer, dem die Fachaufsicht über die bpb obliegt, und setzte schließlich durch, dass in dem Dossier nun keine wissenschaftliche Definition mehr angeboten wird, sondern die der Sicherheitsbehörden. Dies wurde als Angriff auf die Unabhängigkeit der bpb kritisiert.
Das Politiklexikon der Bundeszentrale für politische Bildung definiert Linksextremismus als „Ablehnung des modernen demokratischen Verfassungsstaates“ durch die „äußerste Linke“. Linksextremisten akzeptieren laut dem Politiklexikon Gewalt „als Mittel der politischen Auseinandersetzung“ oder wenden sie selbst an. Die Definition ist dabei unscharf zum Linksradikalismus abgegrenzt, der laut demselben Lexikon auf eine eventuell gewalttätige „radikale Veränderung der politischen Ordnung“ abzielt.

### Kritik des Begriffs „Linksextremismus“
Neben den Vertretern der Verwendung des Begriffs „Linksextremismus“ aus Wissenschaft und Sicherheitsbehörden gibt es eine Vielzahl von Kritikern, die die Verwendung des Begriffs aus unterschiedlichen Gründen ablehnen. Laut dem Politikwissenschaftler Eckhard Jesse ist der Begriff unter anderem deshalb umstritten, weil unter den Wortbestandteil -extremismus ganz unterschiedliche politische Richtungen fallen, die nur durch ihre Bereitschaft, mit Gewalt zu drohen oder sie anzuwenden, und durch ihre Gegnerschaft gegen den demokratischen Verfassungsstaat zusammengefasst würden. Max Fuhrmann vom Göttinger Institut für Demokratieforschung argumentiert, dass als linksextrem bezeichnete Menschen aufgrund der Vielfalt ihrer politischen Gesinnungen (von Tierrechtlern bis Stalinisten) kaum gemeinsame Einstellungen hätten. So fehle dem Begriff jegliche Trennschärfe, weshalb der Begriff so nicht wissenschaftlich nutzbar sei und die Gefahr der Vereinnahmung der Wissenschaft durch den Staat berge. In den Sozialwissenschaften werde er deshalb nur selten verwendet.
Auch die Bundesfachstelle Linke Militanz, die unter anderem vom Bundesministerium für Familie, Senioren, Frauen und Jugend finanziert wird, lehnt die Verwendung des Begriffs „Linksextremismus“ ab. Sie kritisiert den Begriff als „sicherheitsbehördlich geprägt“ und verwendet an seiner statt den Begriff „linke Militanz“. Dieser bezieht sich nicht auf die umstrittene Extremismustheorie und fokussiert sich in seiner Definition auf einen kämpferischen „linksradikalen Habitus“ der linksradikale Ziele zu erreichen sucht.
Weiterhin wird kritisiert, dass der Begriff „Linksextremismus“ meist wertend und damit wenig wissenschaftlich ist. Indem er dem „Extrem“ die Mitte gegenüberstellt: Da das Extrem falsch ist, muss die Mitte gut sein. Als normativer Begriff wird er deshalb von vielen Wissenschaftlern abgelehnt. In der Geschichtsschreibung wird gewöhnlich der weltanschaulich neutrale Begriff Linksradikalismus verwendet, um die Geschichte der marxistischen und anarchistischen Linken zu untersuchen. Auch in der Präventionsarbeit stößt der Begriff auf Kritik: Er sei nicht hilfreich in der Identifikation von Problemen, stigmatisierend und zur präventiven Arbeit ungeeignet.

## Handlungsfelder und Akteure des Linksextremismus

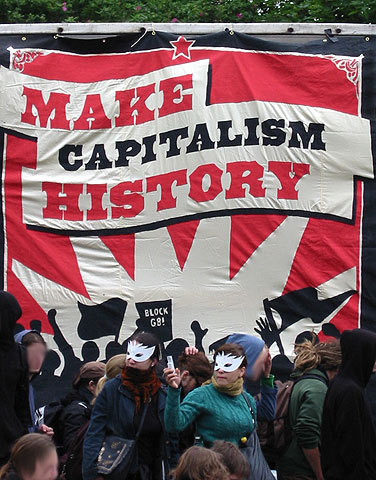
Make capitalism history-Banner der Interventionistischen Linken zum G8-Gipfel in Heiligendamm, Rostock 2007

Dem Linksextremismus wird eine Vielzahl unterschiedliche Handlungsfelder zugerechnet. Dabei ist jedoch gerade der Umfang der als „linksextrem“ bezeichneten Handlungsfelder Teil der Kritik am Sammelbegriff „Linksextremismus“, unter dem von Tierrechts-Gruppen bis zu Stalinisten verschiedenste Strömungen zusammengefasst werden. Pfahl-Traughber meint, dass Linksextremisten ohne steuernden Einfluss sich u. a. an der Ohne mich-Bewegung, der Anti-Atomkraft-Bewegung, den Ostermärschen, der 68er-Bewegung, der Frauenbewegung, der Umweltbewegung, den Protesten gegen den NATO-Doppelbeschluss und der globalisierungskritischen Protesten beteiligt haben. In Abgrenzung von anderen Akteuren innerhalb der Bewegungen sieht er den Unterschied, dass Linksextremisten dabei die Überwindung sowohl des politischen, als auch des ökonomischen Systems anstreben, während andere Akteure lediglich auf eine Reform der Wirtschaftsordnung abzielen würden.
Während einige Verfassungsschutzämter auch die Tierrechtsbewegung und den Feminismus als Handlungsfelder des Linksextremismus ausmachen, zählt Pfahl-Traughber folgende Handlungsfelder zum Linksextremismus:
- Anti-Atomkraft-Bewegung, insbesondere im Rahmen der Atommülltransporte in Deutschland[56]
- Antifaschismus, z. T. als „Nazi-Outing“[57]
- Antiimperialismus, z. B. Solidarität mit PKK[58]
- Antikapitalismus, als klassisches Handlungsfeld des Marxismus und Anarchismus, so auch Blockupy-Bewegung[59]
- Antimilitarismus, dabei teils unter Sabotage von Rüstungsunternehmen wie bei der „Kampagne Krieg beginnt hier!“[60]
- Antirepressionsarbeit, Versuch der Abwehr von Verfolgung durch staatliche Organe; Solidarität mit linken Straf-, teils auch Gewalttätern (u. a. Rote Hilfe, Anarchist Black Cross)[61]
- Antizionismus, gegen den Staat Israel (zum Teil Kooperationen mit Islamisten); vgl. abweichende Auffassung der Antideutschen[62]
- Egalitarismus, Gleichberechtigung aller Menschen (z. B. Frauen- und Transgenderbewegung)[63]
- Globalisierungskritik, so bei der „militanten Kampagne“ im Rahmen des G8-Gipfels in Heiligendamm 2007[64]
- Internationalismus
- Proteste gegen Gentrifizierung, z. B. Brandstiftungen in Hamburg und Berlin (Netzwerk „Wir bleiben alle!“)[65]
- Umweltbewegung

### Geschichte linksextremistischer Organisationen
Der Begriff "Linksextremismus" wird im Allgemeinen nicht zur Beschreibung historischer Phänomene genutzt. Dies ist auf die wertende Dimension des Begriffs zurückzuführen, die auf aktuelle Gegebenheiten Bezug nimmt: Linksextremismus ist als Gegnerschaft zum aktuellen staatlichen Wertekonsens ("moderner Verfassungsstaat") definiert, welcher sich unter dem Einfluss verschiedener dominierender politischer Kräfte über die Zeit gewandelt hat. Daher handelt es sich aus historischer Sicht nicht um einen feststehenden Begriff, sondern um einen, der sich auf die heutige Werteordnung ("freiheitlich-demokratische Grundordnung") bezieht und so nicht anwendbar ist. Historiker nutzen dementsprechend "inhaltliche Zuschreibungen" wie "sozialistisch", "sozialdemokratisch", "marxistisch", "kommunistisch" oder "anarchistisch".

#### Parteien

##### Historisch: Kommunistische Partei Deutschlands
Die Ursprünge des organisierten Linksextremismus in Deutschland liegen in der Kommunistischen Partei Deutschlands (KPD). Diese entstand 1919 unter Einbeziehung des marxistischen Spartakusbund als Abspaltung von der Sozialdemokratischen Partei Deutschlands (SPD). Mitglieder der KPD beteiligten sich noch im selben Jahr am bewaffneten Spartakusaufstand in Berlin. Die Partei war seit ihrer Gründung an dem Versuch der Abwicklung des demokratischen Verfassungsstaates beteiligt und verfolgte folglich eine „extremistische Ausrichtung“. Die Zeit der Weltwirtschaftskrise sah die Partei als „revolutionäre Situation“ an, in der sie die SPD zum Hauptfeind erklärte. Den aufkommenden Nationalsozialismus lehnte sie zwar ab, erkannte aber das eigentliche Gefahrenpotenzial nicht. Ideologisch und organisatorisch war die KPD mehrheitlich an der Sowjetunion orientiert und trat schon früh der Kommunistischen Internationale bei. Der Vorsitzende Ernst Thälmann galt als „Stalins Mann in Deutschland“. Nach der Wiederzulassung in der Bundesrepublik opponierte sie mit Unterstützung aus der DDR gegen das „Adenauer-Regime“ und wurde schließlich 1956 unwiderruflich durch ein Urteil des Bundesverfassungsgerichts als verfassungsfeindliche Partei verboten.

##### Deutsche Kommunistische Partei

Die 1968 gegründete DKP stieg nach Ansicht von Armin Pfahl-Traughber zur bedeutendsten linksextremistischen Partei auf und stellt de facto eine Nachfolge-Organisation der KPD dar, weil sie sich auf ehemalige KPD-Mitglieder und linksintellektuelle Sympathisanten stützen konnte. Eine wichtige parteipolitische Arbeit lag in den Betrieben, bei Kampagnen und in der Zusammenarbeit mit Gewerkschaften. Bei den Wahlen konnte sie allerdings nur geringe Erfolge verbuchen. Laut Helga Grebing war sie nur „ein Stück legalen Agitationsbodens der DDR in der Bundesrepublik“. Der Parteivorsitzende Herbert Mies galt seinerzeit als „Befehlsempfänger“ der DDR. Mit der Wende und friedlichen Revolution in der DDR verlor die DKP 1990 die ideelle und finanzielle Stütze und einen Großteil ihrer Mitglieder.

##### K-Gruppen
Als maoistische Kaderparteien entstanden im Zuge der 68er-Bewegung erste K-Gruppen, die wegen dem Anfangsbuchstaben ihrer Namenskürzel so genannt wurden. Sie unterschieden sich inhaltlich und strategisch: traditionalistische (1.) sowie antiautoritäre und modernere (2.) Ausrichtung.
1. Kommunistische Partei Deutschlands/Marxisten-Leninisten (KPD/ML), KPD-Maoisten (KPD-AO) und Kommunistische Arbeiterpartei Deutschlands (KAPD)
2. Kommunistischer Bund Westdeutschland (KBW), Bund Westdeutscher Kommunisten (BWK, 1980 vom KBW abgespalten) und Kommunistischer Bund (KB)

Viele Mitglieder dieser Organisationen, die oft im jungen Alter beigetreten sind, machten einen demokratischen Entwicklungsprozess durch und fanden sich später bei den Grünen wieder (vom KB spaltete sich Ende der 1970er Jahre die Gruppe Z ab).

##### Marxistisch-Leninistische Partei Deutschlands

Neben der DKP nimmt die Marxistisch-Leninistische Partei Deutschlands (MLPD) unter den linksextremistischen Parteien einen wichtigen Platz ein. An deren Gründung war federführend der Kommunistische Arbeiterbund Deutschlands (KABD) beteiligt. Hauptkritikpunkt der Partei war die Entstalinisierung nach dem XX. Parteitag der KPdSU (1956) und damit in ihren Augen der Verrat am „wahren Sozialismus“ aufgrund einer vermeintlichen „kleinbürgerlichen Denkweise“. Die Partei ist finanziell durch Spenden und Mitgliedsbeiträge außerordentlich gut ausgestattet und bis dato für viele Mitglieder eine Art „Ersatz-Familie“. Innerhalb des linken Spektrums ist sie allerdings wegen ihres Dogmatismus bis auf wenige Ausnahmen weitestgehend isoliert.

#### Terroristischer Linksextremismus
Mit der westdeutschen Studentenbewegung der 1960er Jahre etablierte sich eine starke, außerparlamentarisch oppositionelle linke Kraft in der Bundesrepublik. Die große Mehrheit der damaligen Studentengeneration griff zwar staatliche Institutionen, nicht aber den Rechtsstaat als solchen an. Teile der APO bildeten jedoch spätestens seit der Tötung von Benno Ohnesorg am 2. Juni 1967 durch einen Polizisten in Berlin Gruppen, die auf verschiedene Weise den „bewaffneten Kampf“ befürworteten, planten und ausübten. Zur ersten terroristischen Gruppe dieser Art avancierte die Tupamaros West-Berlin, die von 1969 bis 1970 bestand und als Vorläufer noch kommender galt.

##### Rote Armee Fraktion

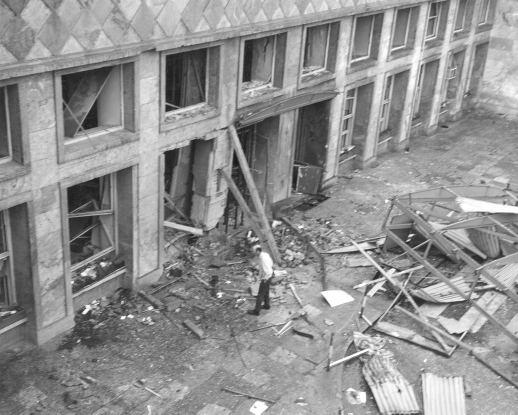
Bombenanschlag der RAF auf den Terrace Club (Offizierkasino) des V. US-Korps im Mai 1972

Das bedeutendste linksterroristische Phänomen in Deutschland war das der Roten Armee Fraktion (RAF). Es bestanden personelle Kontinuitäten zur 68er-Bewegung, wenngleich sich eine Gleichsetzung verbietet. So beteiligten sich auch Andreas Baader und Gudrun Ensslin an den Kaufhaus-Brandstiftungen am 2. April 1968. Der 14. Mai 1970 galt dann als Gründungsdatum der Gruppe. Rekrutierungen erfolgten über das Sozialistische Patientenkollektiv (SPK), welches 1970 gegründet wurde. Die RAF steigerte ihre Gewaltaktionen in den 1970er-Jahren kontinuierlich. Neben einem konspirativen Vorgehen machte die RAF vor allem durch die Mai-Offensive auf sich aufmerksam. Im Sommer 1972 kam es zu einer großen Verhaftungswelle.
Ideologisch standen sie dem Marxismus-Leninismus und dem Maoismus nahe. Sie stützen sich auf das Konzept der „Stadtguerilla“, bei dem Methoden des Guerillakampfes aus der dritten Welt in die „Metropolen“ der deutschen Industriegesellschaft übertragen werden sollten. Man bezog sich u. a. auf die Fokustheorie Che Guevaras und das Vorgehen der Tupamaros in Uruguay:
Zu den Führungspersönlichkeiten der sogenannten „zweiten Generation“ der RAF gehörte zunächst Siegfried Haag und später Brigitte Mohnhaupt. 1975 kam es zur Geiselnahme von Stockholm. Den Höhepunkt bildete der Deutsche Herbst (1977) mit den Morden an Siegfried Buback, Jürgen Ponto und Hanns Martin Schleyer. Mehrere zum Teil tödliche Anschläge auf ziviles (u. a. Alfred Herrhausen) und militärisches Personal und Einrichtungen (u. a. Ramstein Air Base) sollten folgen – eine dritte Generation bildete sich heraus. Das damalige RAF-Umfeld wird heute auf über 2.000 Personen geschätzt. Lose internationale Verbindungen bestanden mit terroristischen Gruppen wie der Volksfront zur Befreiung Palästinas (Besuch von Ausbildungslagern in Palästina) und der französischen Action directe. Vereinzelte Unterstützung erfolgte durch die DDR. Offiziell wurde die RAF 1998 aufgelöst.

##### Bewegung 2. Juni
Eine weitere linksterroristische Vereinigung war die Bewegung 2. Juni, die 1971/72 entstand. Nach Armin Pfahl-Traughber stammten im Gegensatz zur RAF mehr Mitglieder aus dem Arbeiter- oder „Gammler-Milieu“. Auch sie erlangte öffentliche Aufmerksamkeit durch Entführungen (u. a. Peter Lorenz) und Anschläge auf staatliche Einrichtungen. Aufgrund der theoretischen Profillosigkeit verlor sie jedoch im linken Spektrum an Ansehen und löste sich unter Teilfortsetzung des „antiimperialistischen Kampfes“ in der RAF 1980 offiziell auf.

##### Revolutionäre Zellen
Aufgrund von Kritik an der RAF hinsichtlich ihres „elitären Avantgarde-Anspruch[s]“ und der Auswahl von Anschlagszielen entstanden in den 1970er Jahren die Revolutionären Zellen (RZ). Die Mitglieder agierten jedoch nicht im Untergrund („Feierabendterrorismus“), sondern organisierten sich in weitestgehend hierarchielosen Terrorzellen. Zentrale Figur war Wilfried Böse, der eine „populäre Guerilla“ schaffen wollte. Die Gruppe verübte Anschläge und Entführungen untermauert mit antiimperialistischen und antizionistischen Argumentationen. Aus der RZ entwickelte sich auch die linksterroristische Frauengruppe Rote Zora. Eine Flugzeugentführung unter Beteiligung von Mitgliedern der RZ wurde im Rahmen der Operation Entebbe durch israelische Sicherheitskräfte beendet. In den 1990er und 2000er Jahren kam es zu Verhaftungen und einem Auflösungsprozess der Gruppe.

##### Das K.O.M.I.T.E.E.
Die Vereinigung Das K.O.M.I.T.E.E. verübte im Oktober 1994 einen Brandanschlag auf das Kreiswehrersatzamt in Bad Freienwalde (Oder). Im April 1995 versuchte die Gruppe ein im Bau befindliches Abschiebegefängnis in Berlin-Grünau zu sprengen. Sie löste sich noch im gleichen Jahr auf. Ihr Mitglieder flüchteten nach Venezuela.

##### Neuere Entwicklungen
Von 2001 bis 2009 war die linksmilitante militante gruppe (mg) aktiv. Sie verübte u. a. Anschläge gegen die Bundeswehr, die Bundespolizei und weitere staatliche Behörden. Darüber hinaus sprach sie Drohungen (über Kugeln per Post) aus. Die neueste Erscheinung sind die Revolutionären Aktionszellen (RAZ) mit Anknüpfungspunkten im Selbstverständnis an die 1970er Jahre. Ähnlich der mg drohten sie 2011 dem Bundesminister des Innern sowie Vertretern der Strafverfolgungsorgane und der Extremismusforschung.
2018 wurde die Kommunistische Organisation gegründet, eine Abspaltung von der DKP und deren Jugendorganisation. Sie zählt zu den traditionellen Marxisten-Leninisten.
Im Dresdner Linksextremismusprozess wurden im Jahr 2023 mehrere Personen wegen verschiedener Straftaten schuldig gesprochen und zu mehrjährigen Haftstrafen verurteilt.
2025 verübte das linksextremistische Kommando Angry Birds zwei Brandanschläge auf die wichtige Bahnstrecke zwischen Düsseldorf und Duisburg. Zehntausende Reisende waren betroffen. Bereits im Mai 2023 bekannte sich die Gruppe zu fünf Brandanschlägen auf Bahnsignalkabel im Großraum Düsseldorf.

#### Weitere linksextremistische Akteure

##### Unterschiedliche Organisationen

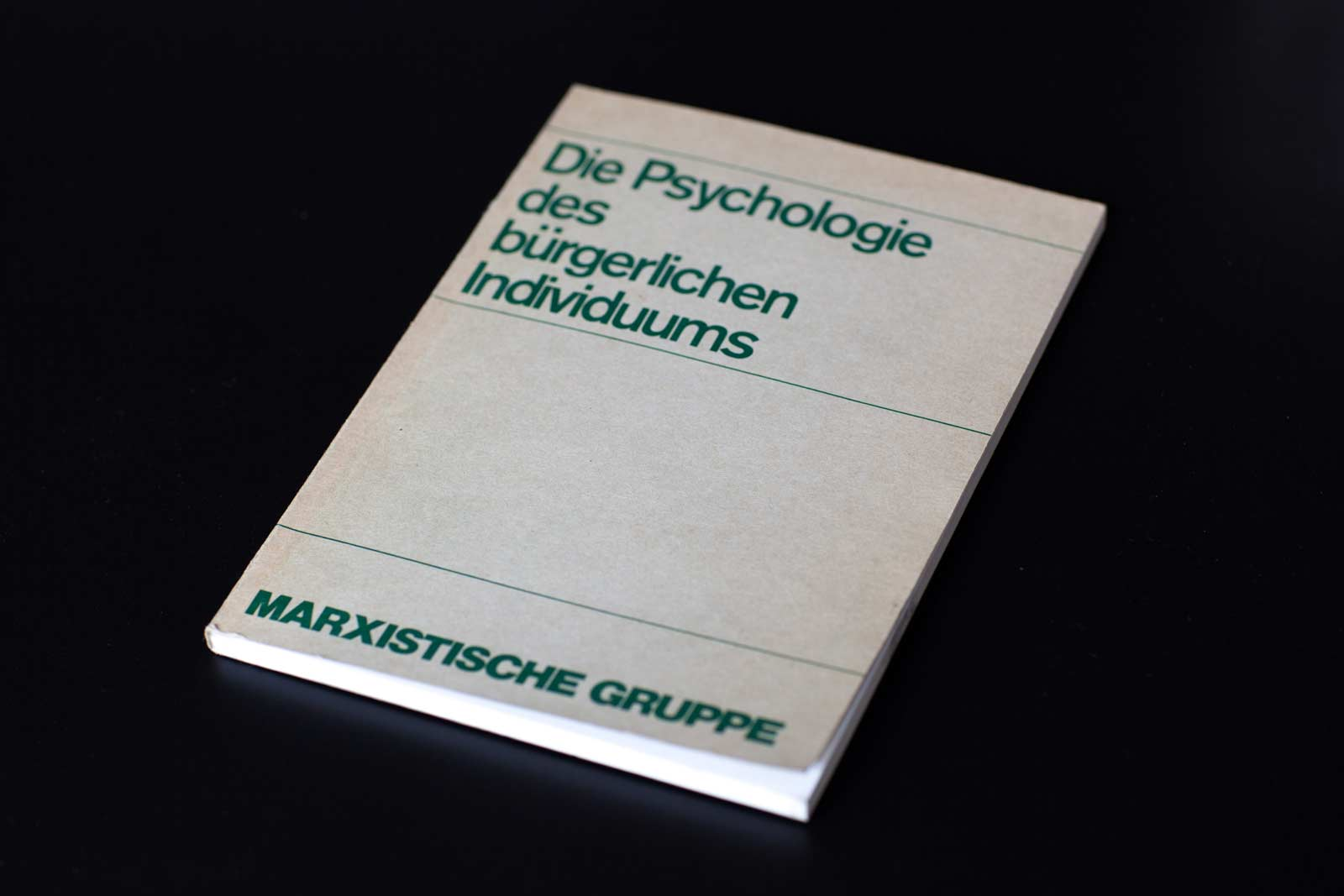
Marxistische Gruppe

Eine wissenschaftlich weitgehend unerforschte linksextremistische Organisation ist die Marxistische Gruppe (MG). Ihr Handlungsumfeld waren die Hochschulen. Aus den Reihen der MG entstand 1992 auch das Theorieorgan GegenStandpunkt, das sich vor allem an Studenten und Akademiker richtet und zu deren Protagonisten u. a. Karl Held gehörte.
Zu den trotzkistisch ausgerichteten Gruppen zählen Linksruck (1993–2007) und marx21 (seit 2007), beides deutsche Ableger der International Socialist Tendency. Die Mitglieder (u. a. die heutigen Abgeordneten Christine Buchholz, Nicole Gohlke und ehemals auch Janine Wissler) traten kollektiv der Partei Die Linke bei, wo sie sich vor allem in der politischen Strömung Sozialistische Linke engagieren. Darüber hinaus existiert seit 1994 die Sozialistische Alternative, eine deutsche Sektion des Committee for a Workers’ International.
Die durch Intellektuelle unterstützte Vorgängerorganisation Rote Hilfe Deutschlands, gegründet 1924, stand der KPD nah. Deren Nachfolgeorganisation ist der mitgliederstarke linksextremistische Verein Rote Hilfe, in dem auch vereinzelt Sozialdemokraten Mitglied waren wie Franziska Drohsel.
Dem anarcho-syndikalistischen Milieu wird die 1977 gegründete Freie Arbeiterinnen- und Arbeiter-Union zugerechnet, einem Ableger der Internationalen ArbeiterInnen-Assoziation. Weiterhin wird die postautonome Interventionistische Linke vom Verfassungsschutz als linksextrem eingeordnet. Letztere tritt bei Aktionen auch mit gemäßigten Linken auf.
1947 gründeten von den Nationalsozialisten verfolgte Antifaschisten die Vereinigung der Verfolgten des Naziregimes – Bund der Antifaschistinnen und Antifaschisten (VVN-BdA). Die Organisation wurde von der Adenauer-Regierung als unvereinbar mit den Werten der Bundesrepublik gesehen, später wurde ihr vom Finanzamt die Gemeinnützigkeit wegen Nennung im bayrischen Verfassungsschutzbericht als "linksextrem" aberkannt, weshalb der VVN-BdA pleitezugehen drohte. Das Finanzamt revidierte unter öffentlichem Druck, unter anderem vom Auschwitz-Komitee, seine Haltung. Mittlerweile listet kein Verfassungsschutzbericht den VVN-BdA mehr als linksextremistisch. Der Fall illustriert die Bedeutung von Kategorisierungen von Gruppen als "linksextrem" und wie sich die Einschätzung je nach Geist der Zeit verändern kann.

##### Autonome Szene

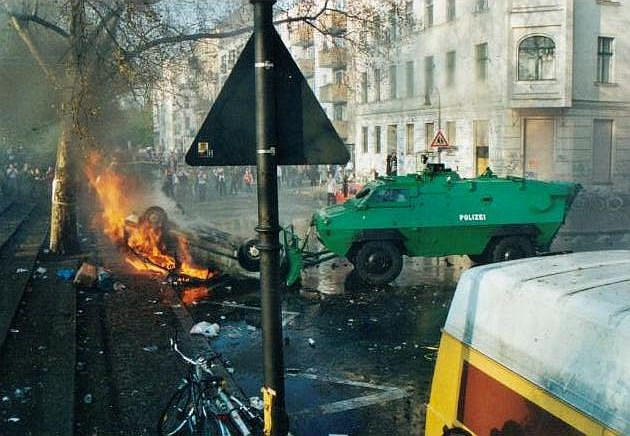
Ausschreitungen am Ersten Mai in Kreuzberg (2001)

Die autonome Szene entwickelte sich ursprünglich in Italien. Vorläufer in Deutschland waren die undogmatischen und dezentralen Spontis der 1970er und 1980er Jahre. Ab Anfang der 1980er Jahre spricht man in der Bundesrepublik Deutschland von Autonomen. Diese stehen geistig dem Anarchismus näher als dem Marxismus. Am weitesten organisiert war die sogenannte Antifaschistische Aktion/Bundesweite Organisation. Die Mitglieder der Szene bewegen sich in subkulturellen Kontexten und wahren zumeist auf Demonstrationen oft Anonymität. Im Spektrum sammeln sich ca. 6.000 Personen (abnehmend) jüngeren Alters mit Schwerpunkt auf Großstädte wie Berlin oder Hamburg. Der Szene zugehörige bekannte Kulturzentren sind z. B. die Rote Flora. Sie versuchten seit etwa 1980, die damals wachsende Friedensbewegung und die Atomkraftgegner im Sinne ihrer Ziele zu beeinflussen. Bei Demonstrationen verursachte der „schwarze Block“ nicht selten Sachbeschädigungen, und bei Gegendemonstrationen gegen Rechtsextremisten kam oft Gewalt („Militanz“) gegen Polizisten hinzu.
Seit dem Mauerfall 1989 kam es zu erheblichen Differenzen innerhalb der Szene. Es standen sich sogenannte „Antideutsche“ und „Antiimperialisten“ gegenüber. Erstere skandierten den Slogan „Nie wieder Deutschland“ und warfen der anderen Seite Antisemitismus vor. Im Mittelpunkt der Auseinandersetzung stand vor allem das feindschaftliche Verhältnis zu Israel innerhalb des Linksextremismus. Spätestens 1999 isolierten sich die Antideutschen im Milieu. Zwar kann ein linksextremistischer Antisemitismus nicht belegt werden, Israelfeindschaft mündet jedoch mitunter in Judenfeindschaft und vor allem eine „kritiklose Solidarität mit manchen Gegnern Israels“ im Nahen Osten kann gleichbedeutend sein mit der „Solidarität mit Antisemiten“. Ein gemeinsames Agieren von Linksextremen mit Rechtsextremen und Islamisten findet mitunter im Bereich des Antizionismus statt, wobei auch geopolitische Feindschaft gegenüber dem Westen als Anknüpfungspunkt dient. Ein solch informelles Bündnis einer Querfront war etwa bei einer Anti-Israel-Demonstration im Jahr 2014 in Zürich zu beobachten.
Klassische Publikationsorgane der autonomen Szene sind die Periodika radikal (gegründet 1976), interim (gegründet 1988) sowie CLASH (von 1989 bis 1994). Einen postautonomen Charakter weist die Zeitschrift arranca! (gegründet 1993) auf.

##### Antiimperialisten
Eine Sonderstellung nehmen laut Verfassungsschutz die Antiimperialisten ein. Diese neigen anders als Autonome dem revolutionären Marxismus und nicht dem Anarchismus zu. Von Kommunisten unterscheidet und mit Autonomen verbindet sie hingegen Gewalt nicht nur in einer revolutionären Situation, sondern unabhängig vom Zeitpunkt als legitimes Mittel anzusehen. Neben Marx werden auch Lenin und Mao als Vordenker rezipiert, wobei das Weltbild bei einigen Vertretern nicht über Ideologiefragmente hinausreicht. Aus antiimperialistischer Perspektive wurde bzw. wird Israel häufig als „Kolonialmacht“ gesehen, woraus eine Unterstützung bewaffneter palästinensischer Gruppen und oftmals eine antizionistische Grundeinstellung resultierten, wovon sich die Antideutschen distanzierten. Antiimperialisten gehören im Gegensatz zu traditionellen Kommunisten in der Regel keinen Parteien, sondern nur informellen Gruppen an. Ideologisch am marxistischen Antiimperialismus orientieren sind jedoch sowohl Antiimperialisten als auch traditionelle Kommunisten. Beispiele für antiimperialistische Gruppen sind der Jugendwiderstand, der Rote Aufbau Hamburg sowie die Sozialistische Linke. Der Verfassungsschutz rechnet dem antiimperialistischen Spektrum in Deutschland rund 900 Personen zu. Zu Zeiten der Roten Armee Fraktion wurde diese teilweise von Sympathisanten aus dem antiimperialistischen Milieu unterstützt.

### Streitfall: Die Linke
Die Ursprünge der Partei Die Linke liegen unter anderem in der Sozialistischen Einheitspartei Deutschlands (SED), der alleinregierenden Staatspartei in der DDR. Sie wurde 2007 durch Fusion der Partei des Demokratischen Sozialismus (PDS) und der WASG gegründet. Sie distanzierte sich mehrfach von ihrer DDR-Vergangenheit und bekannte sich zum Demokratischen Sozialismus. Nach ihren Aussagen findet sich im Grundgesetz die Aufgabe eines solchen demokratischen Sozialismus wieder. Innerhalb der Partei existieren laut Einschätzung des Bundesamtes für Verfassungsschutz offen linksextremistische Strömungen wie marx21, Sozialistische Linke, Cuba Sí, Marxistisches Forum und Kommunistische Plattform (KPF). Der Verfassungsschutz beobachtete auch Bundestagsabgeordnete, musste jedoch nach einem Urteil des Bundesverfassungsgerichtes diese Beobachtung einstellen (siehe Beobachtung der Partei Die Linke durch den Verfassungsschutz). In der Vergangenheit wurden „offene Wahllisten“ wie die Linke Liste Nürnberg mit der DKP eingegangen. Solidaritätsbekundungen von Teilen der Partei erfolgen gelegentlich für den sozialistischen, autoritären Staat Kuba.
Während der Extremismusforscher Jesse (2008) der Partei einen „smarten Extremismus“ unterstellt und sie bis heute kritisiert, lehnen Wissenschaftler wie Richard Stöss oder Karl-Rudolf Korte diese Kategorisierung ab oder weisen auf einen demokratischen Entwicklungsprozess hin. Zu einer Einschätzung dazwischen kommen Bergsdorf und van Hüllen, die Die Linke als „weder eine einwandfrei extremistische noch eine klar demokratische Partei“ einordnen. Kleine Teile der Partei, insbesondere marx21, werden im Verfassungsschutzbericht weiter erwähnt. Die Partei selbst bezog bisher keine Stellung zu diesen Vorwürfen.

## Linksextremismus aus Sicht staatlicher Akteure
Bis 1973 wurde von staatswegen der Begriff Linksradikalismus gebraucht. Um deutlich zu machen, „dass politische Aktivitäten oder Organisationen nicht schon deshalb verfassungsfeindlich sind, weil sie eine bestimmte nach allgemeinem Sprachgebrauch ‚radikale‘, das heißt eine bis an die Wurzel einer Fragestellung gehende Zielsetzung haben“, führte 1975 der damalige Bundesminister des Innern Werner Maihofer (FDP) im Vorwort des Verfassungsschutzberichts von 1974 den Extremismusbegriff in den Sprachgebrauch staatlicher Behörden ein. Er ergänzte somit die bisherigen Termini um die konkrete Verfassungswidrigkeit. Da dadurch nach Einschätzung des Sozialwissenschaftlers Hubert Kleinert, ehemals führender Realpolitiker der Grünen, Gruppen aus dem Spektrum der Neuen Linken herausfallen würden, wird die Entscheidung heute im wissenschaftlichen Diskurs zum Teil in Frage gestellt, aber auch von Kritikern der Extremismusforschung für die Behörden akzeptiert.
Unter dem Begriff Linksextremismus versteht das Bundesministerium des Innern und für Heimat (BMI) im Verfassungsschutzbericht 2021:

„Linksextremisten wollen die bestehende Staats- und Gesellschaftsordnung und somit die freiheitliche demokratische Grundordnung beseitigen. An deren Stelle soll ein kommunistisches System beziehungsweise eine ‚herrschaftsfreie‘, anarchistische Gesellschaft treten – je nach ideologischer Ausrichtung mit dem Sozialismus als Übergangsphase. Themen wie ‚Antifaschismus‘, ‚Antirepression‘ oder ‚Antigentrifizierung‘ sind dabei anlassbezogen relevante, letztlich aber austauschbare Aktionsfelder, die immer nur der Umsetzung der eigenen ideologischen Vorstellungen dienen. Um diese zu erreichen, sind Linksextremisten grundsätzlich
auch bereit, Gewalt einzusetzen.“

### Beobachtungsobjekte des Verfassungsschutzes in Deutschland
Eine Erwähnung finden derzeit (VS-Bericht 2018) dem Linksextremismus zugeordnete Aktionsfelder, Parteien, Gruppierungen und Publikationen:
1. Aktionsfelder: Antifaschismus, Antirepression, Digitale Repression, Kurdistansolidarität und Antigentrifizierung.
2. Gewaltorientierte Gruppen: Autonome, Postautonome Zusammenschlüsse, Interventionistische Linke (IL), … ums Ganze – kommunistisches Bündnis (uG), Perspektive Kommunismus (PK), Gruppe ArbeiterInnenmacht (GAM)
3. Strategische Formen der Gewalt: Konfrontative Gewalt, Klandestine Gewalt, Vertreter des Staates als Feindbild.
4. Kampagnen: „United we stand!“ der „Roten Hilfe e. V.“, „Ende Gelände“, „Das Rote Berlin“ der IL
5. Parteien: Deutsche Kommunistische Partei (DKP), Marxistisch-Leninistische Partei Deutschlands (MLPD), Sozialistische Gleichheitspartei (SGP).
6. Weitere Beobachtungsobjekte: Sozialistische Deutsche Arbeiterjugend (SDAJ), Jugendverband „Rebell“ der MLPD, Rote Hilfe e. V. (RH), Sozialistische Alternative (SAV), Kommunistische Plattform der Partei DIE LINKE (KPF), Sozialistische Linke (SoL), Arbeitsgemeinschaft Cuba Si (AG Cuba Si), Antikapitalistische Linke (AKL), Marxistisches Forum (MF), Geraer/Sozialistischer Dialog (GSoD), Marx21
7. Internetplattformen
8. Publikationen: Junge Welt (JW) und Publikationen oben genannter Gruppierungen.
9. Veranstaltungen der Szene.[144]

### Beendigung der Beobachtung durch den Verfassungsschutz
Der Verfassungsschutz hat eine Vielzahl von Beobachtungen, teils nach erfolgreichen Klagen, teils nach öffentlichem Druck und ohne weitere Erklärung eingestellt. So wurden insbesondere in konservativ geführten Bundesländern weite Teile der Partei Die Linke überwacht, während heute oft nur Teilgruppen der Partei, wie marx21 überwacht werden. Auch Einzelpersonen, wie der heutige thüringische Ministerpräsident Bodo Ramelow wurden überwacht. Seine Überwachung wurde erst durch ein Urteil des Verwaltungsgerichts Köln für unzulässig erklärt und beendet.

### Entwicklung der Anzahl von Linksextremisten in Deutschland aus Sicht des Verfassungsschutzes
Das in Verfassungsschutzberichten ausgewiesene Personenpotenzial im Linksextremismus ist von 2000 bis 2010 leicht gesunken. Bei den gewaltorientierten Linksextremisten hat es sich seit 2000 leicht erhöht.
| Linksextremismuspotenzial                 | 2000   | 2001   | 2002   | 2003   | 2004   | 2005   | 2006   | 2007   | 2008   | 2009   | 2010   | 2011   | 2012   | 2013   | 2016   | 2017   | 2018   | 2019   | 2020   | 2021   | 2022   | 2023   | 2024   |
| ----------------------------------------- | ------ | ------ | ------ | ------ | ------ | ------ | ------ | ------ | ------ | ------ | ------ | ------ | ------ | ------ | ------ | ------ | ------ | ------ | ------ | ------ | ------ | ------ | ------ |
| Gewaltorientierte Linksextremisten        | 7.000  | 7.000  | 5.500  | 5.400  | 5.500  | 5.500  | 6.000  | 6.300  | 6.300  | 6.000  | 6.800  | 7.100  | 7.100  | 6.900  | 8.500  | 9.000  | 9.000  | 9.200  | 9.600  | 10.300 | 10.800 | 11.200 | 11.200 |
| Nicht gewaltorientierte Linksextremisten  | 27.000 | 26.300 | 26.000 | 26.300 | 25.700 | 25.400 | 25.000 | 24.800 | 25.200 | 25.300 | 25.800 | 25.000 | 22.600 | 21.600 | 20.900 | 21.400 | 24.000 | 25.300 | 25.800 | 25.500 | 27.600 | 27.800 | 28.800 |
| Σ Nach Abzug von Mehrfachmitgliedschaften | 35.500 | 32.900 | 31.100 | 31.300 | 30.800 | 30.600 | 30.700 | 30.800 | 31.200 | 31.600 | 32.200 | 31.800 | 29.400 | 27.700 | 28.500 | 29.500 | 32.000 | 33.500 | 34.300 | 34.700 | 36.500 | 37.000 | 38.000 |

### Messung politisch motivierter Straftaten und Gefährdungspotential
In Deutschland führt das Bundeskriminalamt (BKA) seit dem Jahr 2001 eine zentrale Statistik über Politisch motivierte Kriminalität. Aus einer linken Weltanschauung begangene Delikte werden dort in der Kategorie „Politisch motivierte Kriminalität – links“ (PMK-links) ausgewiesen. Abweichend von der Polizei führen die Verfassungsschutzbehörden Statistiken über extremistisch motivierte Straftaten. Als extremistisch motiviert gelten dabei Delikte, die sich gegen die freiheitlich demokratische Grundordnung richten. Da aus Sicht des Verfassungsschutzes nicht alle politisch motivierten Straftaten auch gleichzeitig extremistisch motiviert sind, weicht die Anzahl der in Verfassungsschutzberichten erwähnten Delikte regelmäßig von der Anzahl der Delikte in der Polizeilichen Kriminalstatistik ab.
Das Bundesamt für Verfassungsschutz sprach im Verfassungsschutzbericht 2020 und 2021 von einer „Radikalisierung“ und einem „hohe[n] Gefährdungspotenzial durch gewaltbereite Linksextremisten in Deutschland“, vor allem in den „Szeneschwerpunkten Berlin, Hamburg und Leipzig“. Die Angriffe würden „zielgerichteter und professioneller“, Opfer seien „zunehmend auch auf einer persönlichen Ebene betroffen“. Auch „Kontakte in lokale Kampfsportszenen“, die Teilnahme an Kampfsportveranstaltungen sowie die Veranstaltung eigener Events zum „Schutz vor einer Bedrohung durch politische Gegner“ seien bei Teilen der gewaltorientierten Szene festzustellen. Allerdings, so das Bundesamt, sei innerhalb der Szene „der Einsatz von Schusswaffen oder Sprengsätzen mit der Absicht einer gezielten Tötung der Opfer derzeit nicht festzustellen“.

### Aussteigerprogramm für Linksextremisten
Seit Oktober 2011 existiert in Deutschland ein Aussteigerprogramm des Bundesamtes für Verfassungsschutz, welches Linksextremisten den Ausstieg aus der Szene ermöglichen soll. Auf diese Weise soll die Anzahl linksextremistisch motivierter Straf- und Gewalttaten reduziert werden. Ausstiegswillige können sich telefonisch über eine Hotline sowie per E-Mail beraten lassen. Zudem soll eine Beratung von Familienangehörigen und Freunden von Linksextremisten erfolgen.
Nach Meinung des Gewalt- und Konfliktforschers Peter Imbusch bräuchten Aktivisten aus der linken Szene im Gegensatz zu Aussteigern aus dem Islamismus und Rechtsextremismus auf Grund der Heterogenität und fehlender autoritärer Strukturen keinen persönlichen Schutz. Imbusch bewertet das Programm daher als symbolisch.
In einer Antwort der Bundesregierung auf eine Kleine Anfrage der Fraktion Die Linke wurde bekannt, dass es binnen eines Jahres nach Einführung des Programms nur einen Aussteiger gegeben habe.
Das Deutsche Jugendinstitut e. V. (DJI) konnte in seinem 2014 veröffentlichten dritten Evaluationsbericht keinen Bedarf für ein flächendeckendes Präventionsprogramm erkennen. Laut einem Bericht des RBB vom Februar 2018 sind verschiedene Aussteigerprogramme für Linksextremisten gescheitert, da linke Aussteiger keine Sanktionen aus der Szene befürchteten und sich einfach zurückziehen könnten.

## Europaweit
Auch in anderen EU-Staaten existieren linksextremistische Gruppierungen. Linksextremismus ist dort aufgrund der jeweiligen historischen Rahmenbedingungen unterschiedlich stark ausgeprägt. Die Kommunistischen Parteien sind politisch nicht einheitlich ausgerichtet und mitunter nicht zum extremistischen Spektrum zu rechnen, da reformistisch und realpolitisch orientiert. Einige Extremisten bilden gelegentlich Allianzen mit Demokraten und stoßen so in die Mitte vor. Es sei, so Backes (2011), ein intellektuell aufkommender „Neokommunismus“ und „Neoanarchismus“ zu beobachten. Bezüglich linksextremistisch motivierter Terroranschläge in der EU (2006–2009) sind insbesondere Spanien, Griechenland, Italien und Deutschland zu nennen. Obgleich der Terrorismus der 1970er Jahre überwunden ist, spricht Backes gleichzeitig von einer gewissen gewalttätigen „Renaissance“. Politisch motivierte Gewalt müsse als „komplexe Interaktionsdynamik“ verstanden werden und zwar zwischen Links- und Rechtsextremismus.

### Dänemark
In Dänemark spielt der Extremismus eine vergleichsweise zu vernachlässigende Rolle. Die älteste Organisation dieser Art ist die Danmarks Kommunistiske Parti, gegründet 1919. Von dieser spalteten sich andere, sowohl extremistische als auch reformistische, Parteien ab. Eine weitere Bedeutung haben die gut organisierten und militant ausgerichteten autonomen Netzwerke, beispielsweise im Zusammenhang mit dem mittlerweile geschlossenen besetzten Gebäude Ungdomshuset in Kopenhagen.

### Frankreich

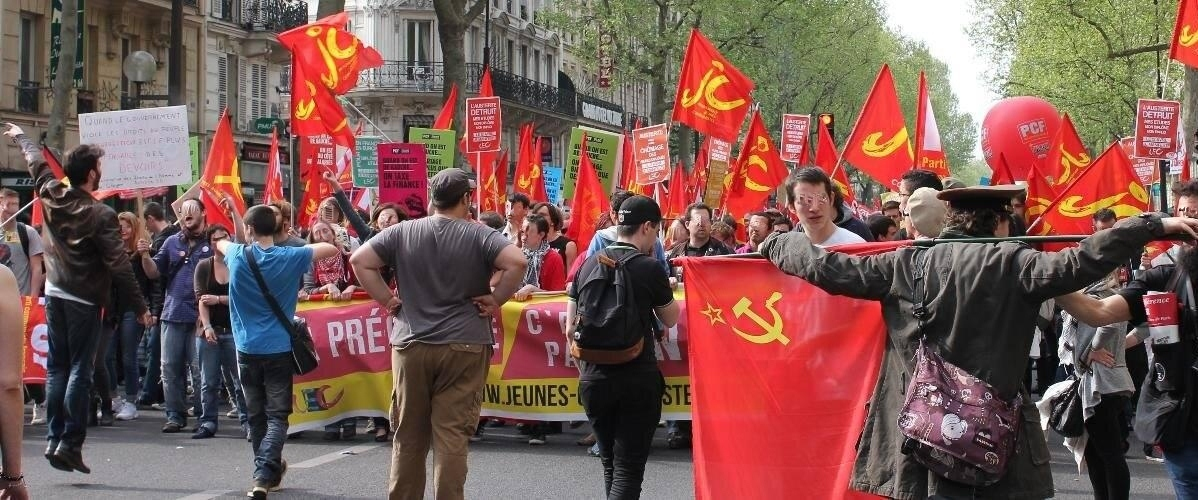
Französische Linksextremisten mit der Flagge der UdSSR, 2015.

In Frankreich werden traditionell zum Linksextremismus („extrême gauche“) überwiegend maoistische, trotzkistische und anarchistische Kräfte gerechnet. Die Kommunistische Partei Frankreichs (PCF) firmiert nicht unumstritten lediglich unter Linksradikalismus („gauche radicale“), da sie sich überwiegend zum Eurokommunismus bekennt und in der Vergangenheit in Regierungsbeteiligung war. Zu den nennenswerten linksextremistischen Parteien zählen beispielsweise die Trotzkisten Ligue communiste révolutionnaire (LCR) und Lutte Ouvrière (LO). Beide Parteien traten auch zu Präsidentschaftswahlen an.
1979 entstand die linksterroristische Action directe (AD). Sie verübte u. a. Anschläge auf staatliche Gebäude. Kontakte bestanden in dieser Zeit auch zur westdeutschen RAF. Ab 1983 begann die Gruppe Führungspersonen im französischen Militär und in der Wirtschaft zu ermorden, darunter General René Audran und Renault-Chef Georges Besse. Im Jahr 1987 konnten die Gründer der Gruppe festgenommen werden. Einzelne jüngere Anschläge auf den Schienenverkehr in Frankreich werden der autonomen Szene zugerechnet und werden nicht als Reinkarnation des französischen Linksterrorismus interpretiert.

### Griechenland
Griechenland nimmt beim europäischen Linksextremismus aufgrund der sozioökonomischen Verhältnisse des Landes eine besondere Rolle ein. Politisch weitgehend erfolglos blieb die Kommunistische Partei Griechenlands (KKE).
Zwischen 1973 und 2000 existierte die Terrororganisation 17. November. Die in der Folge agierende Gruppe Epanastatikos Agonas (EA, „Revolutionärer Kampf“) bezeichnet sich als Nachfolgeorganisation des „17. November“. Weitere linksterroristische Organisationen waren Sechta Epanastaton („Sekte der Revolutionäre“) und die Verschwörung der Feuerzellen.
Darüber hinaus ist in der griechischen Hauptstadt (insbesondere im Stadtteil Exarchia) eine gewaltbereite autonome Szene etabliert.

### Italien

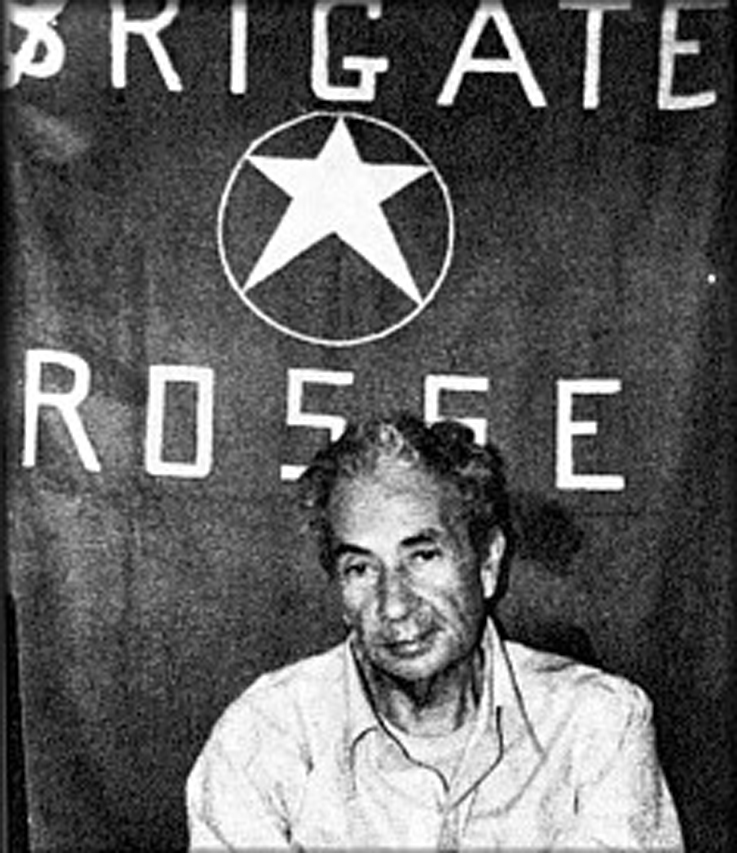
Entführung und Ermordung von Aldo Moro durch die Roten Brigaden (1978)

Die Kommunistische Partei Italiens (KPI), gegründet 1921, galt seit ihrer Hinwendung zu eurokommunistischer und parlamentarischer Politik in den 1970er Jahren mehrheitlich nicht mehr als linksextrem. Dieser Begriff war für weiter links stehende Parteien wie die ehemalige Democrazia Proletaria (DP) reserviert.
In Italien waren von 1970 bis 1988 die Roten Brigaden (BR) als linksterroristische Vereinigung aktiv. Diese Gruppe von etwa 60 aktiven Mitgliedern verübte vor allem Morde (ca. 86), Erpressungen und Banküberfälle. Bekanntestes Opfer war der Politiker Aldo Moro. Nach deren Niedergang in den 1980er Jahren wurde ab 1999 eine Nachfolgeorganisation unter dem Namen Neue Rote Brigaden (Nuove BR) gegründet. Ihnen werden u. a. tödliche Anschläge auf die Regierungsberater Massimo D’Antona und Marco Biagi zugeschrieben.
Derzeit gilt die informelle anarchistische Gruppierung Federazione Anarchica Informale (FAI), die ab 2003 Brief- und Paketbomben an nationale und internationale Organisationen wie die Europäische Zentralbank versandte, als linksextremistisch.

### Österreich
Ähnlich wie in Deutschland das Bundesamt für Verfassungsschutz publiziert die Direktion Staatsschutz und Nachrichtendienst und vor ihr das 2021 aufgelöste Bundesamt für Verfassungsschutz und Terrorismusbekämpfung Verfassungsschutzberichte. Unter der Kategorie „Linksextremismus“ werden hier Strömungen gelistet, die „mit Gewaltakzeptanz und -befürwortung verbunden sind“ oder „bewusst Gesetzesbrüche einkalkulieren“. Eine Definition vom Begriff Linksextremismus erfolgt im Verfassungsschutzbericht nicht. Die als klein eingeschätzte Szene bestehe zum einen aus einem „marxistischen/leninistischen/trotzkistischen Bereich“ und einem „autonom-anarchistischen Spektrum“. Im Berichtsjahr 2020 wurden lediglich 38 Personen „im Zuge der Bekämpfung linksextremer Aktivitäten“ angezeigt.
Während der österreichische Verfassungsschutzbericht keine Parteien als linksextremistisch benennt, zählt Pfahl-Traughber die Kommunistische Partei Österreichs (KPÖ), die federführend im Widerstand gegen den Nationalsozialismus aktiv war, zum Kern des österreichischen Linksextremismus. Die Partei richtete sich nach dem Zweiten Weltkrieg antifaschistisch, aber nicht antiextremistisch aus, beteiligte sich an der Gründung der Zweiten Republik mit Regierungsverantwortung und konnte später vereinzelt Wahlerfolge erzielen. Vom Stalinismus distanzierte man sich spät, aber deutlich. So formulierte der Parteivorsitzende Mirko Messner: „Die KPÖ hat mit dem Stalinismus, der auch in der KPÖ nach 1945 vorherrschend war, radikal abgerechnet.“ Laut ihren Statuten tritt die KPÖ für eine „radikaldemokratische Reformpolitik […] mit einer revolutionären, die bestehende kapitalistische Gesellschaft überwindenden Perspektive“ ein. Ihr Ziel sei ein „Sozialismus demokratischen Charakters“.
Das Wahlbündnis Linke trat 2008 als eher unbedeutende Konkurrenz hinzu. Dieses besteht aus mehreren linksextremistischen Kleinparteien. Eine sich in gewaltbereiten Kontexten bewegende Gruppe stellt die autonome Szene dar, die u. a. durch Hausbesetzungen auf sich aufmerksam macht.

### Polen
Die Kommunistische Partei Polens (KPP) mit marxistisch-leninistischer Ausrichtung wurde 2002 wiederbegründet.

### Schweden
Aufgrund des Schwedischen Wohlfahrtsstaats spielt der Linksextremismus bisher nur eine untergeordnete Rolle, wenngleich verschiedene orthodox-kommunistische Strömungen mit im Laufe der Geschichte existierten. Zu den wichtigsten gehört die Kommunistische Partei (KP) und die Kommunistische Partei des Marxismus-Leninismus (KPML), die auch Verbindungen zur DKP hält. In Schweden sind darüber hinaus schwach organisierte autonome Gruppen wie die Antifaschistische Aktion (AFA) aktiv.

### Schweiz
Auch der Schweizer Nachrichtendienst des Bundes (NDB) führt in seinen Lageberichten die Kategorie „Linksextremismus“. Dabei äußert sich der NDB nicht dazu, was er unter dem Schlagwort „Linksextremismus“ versteht. Nach Einschätzung des Nachrichtendienstes standen 2021 insbesondere Antikapitalismus, Antifaschismus und die kurdische Sache im Fokus gewalttätiger Linksextremisten. Dabei wurden 81 Gewalttaten gezählt (2020: 107).

### Spanien
Die Ursprünge der extremen Linken in Spanien gehen auf die Partido Comunista de España (PCE), gegründet 1921 und verboten unter General Franco, zurück. Aufgrund ihrer späteren Ausrichtung am Eurokommunismus spielte sie eine „konstruktive Rolle“ bei der Transition. Sie kann heute daher nicht mehr dem harten Linksextremismus zugerechnet werden.
Ende der 1950er Jahre gewann die linksextremistisch, separatistisch baskisch-nationalistische Euskadi Ta Askatasuna (ETA) an Bedeutung. Sie verübte Anschläge, Entführungen und Morde. Der politische Arm, die Herri Batasuna (HB), wurde 2003 verboten. Auch weitere Nachfolgeorganisationen der HB wurden von spanischen Gerichten verboten.

### Tschechien
In Tschechien blieb die Nachfolgepartei der Kommunistischen Partei der Tschechoslowakei, die Kommunistische Partei Böhmens und Mährens (KSČM), reformunwillig. Die KSČM zeichnet sich durch „Konservatismus“ und „Orthodoxie“ aus. Sie hat allerdings viele Wähler und ist die dominierende linksextremistische Kraft des Landes.

## Indien
Neben Bestrebungen in Europa sind auch weltweite linksextremistische Phänomene zu beobachten. So wird der militante Maoismus in Indien, der heute im Wesentlichen durch die Naxaliten getragen wird, von den indischen Politikwissenschaftlern Bidyut Chakrabarty (University of Delhi) und Rajat Kumar Kujur (Sambalpur University) als „Reinkarnation“ des Linksextremismus („ultra-left wing extremism“) im 21. Jahrhundert bezeichnet. Die Bewegung gilt als „größte Gefahr für die innere Sicherheit des Landes“.

## Dokumentationen
Auch in Print, Film und neuen Medien wurde in der Vergangenheit Linksextremismus thematisiert. Die Feuilletons kritisieren einzelne Produktionen zum Teil als „sozialromantisch“. Eine Analyse ergab, dass in der Literatur zu den Subkulturen vorrangig historische Betrachtungen vorliegen.
- Stefan Aust, Helmar Büchel: Die RAF. Zweiteilige Dokumentation. NDR, Deutschland 2007.
- Robert Gordon: Am linken Rand. Dokumentation. Am Schauplatz (ORF), Deutschland 2010.
- Mosco Boucault: Sie waren die Terroristen der Roten Brigaden. Dokumentation. arte, Frankreich 2011.

### Einführende Monografien
- Patrick Moreau, Jürgen P. Lang: Linksextremismus. Eine unterschätzte Gefahr (= Schriftenreihe Extremismus & Demokratie, Band 8). Bouvier Verlag, Bonn 1996, ISBN 3-416-02543-1.
- Harald Bergsdorf, Rudolf van Hüllen: Linksextrem – Deutschlands unterschätzte Gefahr? Zwischen Brandanschlag und Bundestagsmandat. Ferdinand Schöningh Verlag, Paderborn 2011, ISBN 978-3-506-77242-8.
- Armin Pfahl-Traughber: Linksextremismus in Deutschland. Eine kritische Bestandsaufnahme. Springer VS, Wiesbaden 2014, ISBN 978-3-658-04506-7.[193]
- Klaus Schroeder, Monika Deutz-Schroeder:
  - Gegen Staat und Kapital – für die Revolution! Linksextremismus in Deutschland – eine empirische Studie. Peter Lang Verlag, Frankfurt/M. 2015. ISBN 978-3-631-66283-0.
  - Linksextreme Einstellungen und Feindbilder. Befragungen, Statistiken und Analysen. Peter Lang Edition. Frankfurt/M. 2016.
  - Der Kampf ist nicht zu Ende. Geschichte und Aktualität linker Gewalt. Herder, Freiburg 2019, ISBN 978-3-451-38298-7.
- Jürgen P. Lang: Linksextremismus in Deutschland. In: Extremismusforschung. Handbuch für Wissenschaft und Praxis. Nomos Verlag, Baden-Baden 2018, ISBN 978-3-8487-1807-8 (Text online (pdf 0,7 MB)).

### Wissenschaftlicher Diskurs
- Ulrich Dovermann (Hrsg.): Linksextremismus in der Bundesrepublik Deutschland (= Schriftenreihe der Bundeszentrale für politische Bildung. Band 1135). Mit Beiträgen von Uwe Backes, Udo Baron, Astrid Bötticher, Rainer Erb, Hans-Gerd Jaschke, Eckhard Jesse, Marie-Isabel Kane, Hubert Kleinert, Carsten Koschmieder, Gero Neugebauer, Richard Stöss, Armin Pfahl-Traughber. Bundeszentrale für politische Bildung, Bonn 2011, ISBN 978-3-8389-0135-0.

### Einzelbetrachtungen

#### Parteien
- Luke March: Parteien links der Sozialdemokratie in Europa. Vom Marxismus zum Mainstream? Friedrich-Ebert-Stiftung, Internationale Politikanalyse, Abteilung Internationaler Dialog, Berlin u. a. 2008, ISBN 978-3-86872-001-3 (PDF).
- Viola Neu: Das Janusgesicht der PDS. Wähler und Partei zwischen Demokratie und Extremismus (= Extremismus und Demokratie. Band 9). Nomos Verlag, Baden-Baden 2004, ISBN 3-8329-0487-5.
- Michael Roik: Extremismus und Demokratie. Die DKP und die demokratischen Parteien 1968–1984. VS Verlag für Sozialwissenschaften, Wiesbaden 2006, ISBN 3-531-15061-8.
- Tom Thieme: Hammer, Sichel, Hakenkreuz. Parteipolitischer Extremismus in Osteuropa. Entstehungsbedingungen und Erscheinungsformen (= Extremismus und Demokratie. Band 16). Nomos Verlag, Baden-Baden 2007, ISBN 978-3-8329-3036-3.
- Eckhard Jesse, Jürgen P. Lang: Die Linke – der smarte Extremismus einer deutschen Partei. Olzog Verlag, München 2008, ISBN 978-3-7892-8257-7.
- Sascha Dietze: Die Ideologie der Marxistisch-Leninistischen Partei Deutschlands (MLPD) (= Chemnitzer Beiträge zur Politik und Geschichte. Band 6). Lit Verlag, Berlin u. a. 2010, ISBN 978-3-643-10838-8.
- Tom Mannewitz: Linksextremistische Parteien in Europa nach 1990. Ursachen für Wahlerfolge und -misserfolge (= Extremismus und Demokratie. Band 23). Nomos Verlag, Baden-Baden 2012, ISBN 978-3-8329-7553-1.

#### Ideologien und Aktionsfelder
- Dieter Portner: Bundeswehr und Linksextremismus (= Geschichte und Staat. Band 198/199). Olzog Verlag, München u. a. 1976, ISBN 3-7892-7114-4.
- Kristin Wesemann: Ulrike Meinhof. Kommunistin, Journalistin, Terroristin – eine politische Biografie (= Extremismus und Demokratie. Band 15). Nomos Verlag, Baden-Baden 2007, ISBN 978-3-8329-2933-6.
- Viola Neu: Rechts- und Linksextremismus in Deutschland. Wahlverhalten und Einstellungen. Konrad-Adenauer-Stiftung, Sankt Augustin u. a. 2009, ISBN 978-3-940955-61-6 (PDF)
- Karsten Dustin Hoffmann: „Rote Flora“. Ziele, Mittel und Wirkungen eines linksautonomen Zentrums in Hamburg (= Extremismus und Demokratie. Band 21). Nomos Verlag, Baden-Baden 2011, ISBN 978-3-8329-6996-7.
- Jürgen P. Lang: Für eine bessere Welt? Linksextremistische Argumentationsmuster. Konrad-Adenauer-Stiftung, Sankt Augustin u. a. 2012, ISBN 978-3-942775-94-6 (PDF).
- Rudolf van Hüllen: Definition und Dimension, Erscheinungsformen und Kernaussagen des Linksextremismus. Überlegungen zur Prävention von Linksextremismus (Teil 1). Konrad-Adenauer-Stiftung, Sankt Augustin u. a. 2012, ISBN 978-3-942775-63-2 (PDF)
- Rudolf van Hüllen: Kommunikationsmethoden und Rekrutierungsstrategien im Linksextremismus. Überlegungen zur Prävention von Linksextremismus (Teil 2). Konrad-Adenauer-Stiftung, Sankt Augustin u. a. 2012, ISBN 978-3-942775-64-9 (PDF)
- Viola Neu: Linksextremismus in Deutschland. Erscheinungsbild und Wirkung auf Jugendliche. Auswertung einer qualitativen explorativen Studie. Konrad-Adenauer-Stiftung, Sankt Augustin u. a. 2012, ISBN 978-3-942775-62-5 (PDF)
- Bettina Blank: „Deutschland, einig Antifa“? „Antifaschismus“ als Agitationsfeld von Linksextremisten (= Extremismus und Demokratie. Band 28). Nomos Verlag, Baden-Baden 2014, ISBN 978-3-8487-0699-0.

#### Linksterrorismus
- Bernhard Rabert: Links- und Rechtsterrorismus in der Bundesrepublik Deutschland von 1970 bis heute. Bernard & Graefe, Bonn 1995, ISBN 3-7637-5939-5.
- Dominique Grisard: Gendering Terror. Eine Geschlechtergeschichte des Linksterrorismus in der Schweiz (= Reihe Politik der Geschlechterverhältnisse. Band 44). Campus, Frankfurt am Main u. a. 2011, ISBN 978-3-593-39281-3.
- Irene Bandhauer-Schöffmann, Dirk van Laak (Hrsg.): Der Linksterrorismus der 1970er-Jahre und die Ordnung der Geschlechter (= Giessen contributions to the study of culture, Band 9). WVT – Wissenschaftlicher Verlag Trier, Trier 2013, ISBN 978-3-86821-486-4.
- Gudrun Schwibbe: Erzählungen vom Anderssein. Linksterrorismus und Alterität. Waxmann, Münster u. a. 2013, ISBN 978-3-8309-2892-8.
- Christian Lütnant: „Im Kopf der Bestie“ Die RAF und ihr internationalistisches Selbstverständnis (= Wissenschaftliche Beiträge aus dem Tectum-Verlag, Reihe Geschichtswissenschaft. Band 23). Tectum, Marburg 2014, ISBN 978-3-8288-3322-7.
- Petra Terhoeven: Deutscher Herbst in Europa. Der Linksterrorismus der siebziger Jahre als transnationales Phänomen. Oldenbourg, München 2014, ISBN 978-3-486-71866-9.

#### Internationale Betrachtungen
Folgende englischsprachige Werke betrachten den gewalttätigen Linksextremismus in einzelnen Ländern:
- David Moss: The politics of left-wing violence in Italy, 1969–85. St. Martin’s, New York 1989, ISBN 0-312-02814-8.
- Raimondo Catanzaro: The Red Brigades and Left-wing Terrorism in Italy. Pinter Publishers, London 1991, ISBN 0-86187-893-0.
- Yonah Alexander, Dennis A. Pluchinsky (Hrsg.): Europe’s red terrorists. The fighting communist organizations. Frank Cass & Co, Oxford 1992, ISBN 0-7146-3488-3.
- Michael Y. Dartnell: Action Directe. Ultra Left Terrorism in France 1979–1987. Frank Cass & Co., London u. a. 1995, ISBN 0-7146-4566-4.
- Gerrit-Jan Berendse, Ingo Cornils (Hrsg.): Baader-Meinhof Returns. History and Cultural Memory of German Left-wing Terrorism (= German monitor. Band 70). Rodopi, Amsterdam u. a. 2008, ISBN 978-90-420-2391-8.
- Bidyut Chakrabarty, Rajat Kumar Kujur: Maoism in India. Reincarnation of Ultra-Left Wing Extremism in the Twenty-First Century (= Routledge Contemporary South Asia Series. Band 22). Routledge, Abingdon 2010, ISBN 978-0-415-54486-3.
- D. Suba Chandran, P.R. Chari (Hrsg.): Armed Conflicts in South Asia. Growing Left-wing Extremism and Religious Violence. Routledge India, Neu-Delhi u. a. 2011, ISBN 978-0-415-61256-2.

### Jahrbücher
- Uwe Backes, Alexander Gallus, Eckhard Jesse (Hrsg.): Jahrbuch Extremismus & Demokratie. Nomos Verlag, Baden-Baden 2010 ff. (Ersterscheinung 1989)
- Martin H. W. Möllers, Robert Chr. van Ooyen (Hrsg.): Jahrbuch öffentliche Sicherheit. Verlag für Polizeiwissenschaft, Frankfurt 2003 ff.
- Armin Pfahl-Traughber (Hrsg.): Jahrbuch für Extremismus- und Terrorismusforschung. Fachhochschule des Bundes für Öffentliche Verwaltung, Brühl 2008 ff.